# 髙橋雄祐
髙橋 雄祐（たかはし ゆうすけ、1992年5月9日 - ）は、新潟県出身の俳優。モノポライズ所属。身長172cm。

## 経歴
2014年度ワタナベエンターテイメントカレッジ1年速成専攻の第11期生。
2015年7月8日、髙橋 U祐名義で、アイトゥーオフィスに所属。2016年公開の『TOO YOUNG TO DIE! 若くして死ぬ』で映画俳優デビュー。
2017年頃に退所した後、髙橋 雄祐名義に戻してモノポライズに所属。
2018年、ENBUゼミナールのシネマプロジェクト第8弾に参加し、柴田啓佑監督の映画『あいが、そいで、こい』で主演に抜擢された。同映画は11月にイベント上映が行われたのち、2019年6月より新宿ケイズシネマをはじめとした単館系映画館で劇場公開された。また、同年8月には全国100館以上で公開されたアスミック・エース配給映画『イソップの思うツボ』にメインキャストとして出演している。
2020年には、2018年に製作された主演映画『透明花火』（野本梢監督）が公開。また、滝井孝作の自伝的小説の映画化『初めての女』で、主演の滝井孝作を演じることが発表された。
映像制作も行っており、自身が主演を務める短編映画を数本監督。2019年製作の『still dark』は「杉並ヒーロー映画祭2019」で観客賞とザ・ベストヒーロー賞（最優秀俳優賞）を、「ええじゃないかとよはし映画祭2021」ではグランプリを受賞している。2019年10月放送のTOKYO MX『あしたのSHOW』では監督として番組に出演し、監督短編映画2本が放送される。

## 人物
過去に目をぶつけてから飛蚊症を患っている。その際に網膜剥離で失明の可能性があると言われてしまったことがあるが、その経験をもって盲目の青年が主役の短編映画『still dark』を考え付いている。
影響を受けた映画監督にポール・トーマス・アンダーソン、ジャン＝ピエール・メルヴィルを挙げる。

## 出演

### 映画
- TOO YOUNG TO DIE! 若くして死ぬ（2016年6月25日公開、アスミック・エース、監督：宮藤官九郎） - 高校生 役
- ろくでなし（2017年4月15日公開、C・C・P、監督：奥田庸介）[12]
- はじめてのうみ（2017年4月30日田辺・弁慶映画祭セレクション内で上映、監督：野本梢）[13]
- あいが、そいで、こい（2019年6月22日公開、ENBUゼミナール、監督：柴田啓佑） - 主演・萩尾亮 役　※小川あんとのダブル主演[14]。
- イソップの思うツボ（2019年8月16日公開、アスミック・エース、監督：浅沼直也・上田慎一郎・中泉裕矢） - 八木圭介 役
- お嬢ちゃん（2019年9月28日公開、ENBUゼミナール、監督：二ノ宮隆太郎） - 高橋 役
- 川上信也短編作品集「ドッキング!」（2020年1月17日公開、監督：川上信也） - 主演・葉山 役[15][16]
- 転がるビー玉（2020年1月31日公開、パルコ、監督：宇賀那健一）
- 透明花火（2020年3月14日公開、監督：野本梢） - 主演・円城淳 役[17]
- 居る場所（2020年7月6日公開、監督：北和気） - 山本直樹 役[18]
- 初めての女（2020年9月上映会実施、監督：小平哲平） - 主演・瀧井孝作（17歳） 役
- 佐々木、イン、マイマイン（2020年11月27日公開、パルコ、監督：内山拓也）
- 無頼（2020年12月12日公開、チッチオフィルム、監督：井筒和幸）
- 僕たちは変わらない朝を迎える（2021年8月13日公開、チーズfilm、監督：戸田彬弘） - 主演・藤井薫 役
- あらののはて（2021年8月21日公開、Cinemago、監督：長谷川朋史） - 大谷荒野 役[19]
- ドーナツもり（2022年12月2日公開、監督：定谷美海） - 小石 役[20]
- 君に幸あれよ（2023年2月4日公開、監督：櫻井圭佑）
- 瞬きまで（2023年8月5日公開、監督：長谷川朋史）[21]
- まなみ100%（2023年9月29日公開、監督：川北ゆめき） - 知らない男 役
- The Night Before prologue（2023年12月15日公開、監督：堀井綾香） - 主演[22]
- あとがき（2024年3月1日公開、監督：玉木慧）[23][24]
- 青春ジャック 止められるか、俺たちを2（2024年3月15日公開、監督：井上淳一）[25]
- 光る川（2025年3月22日公開、監督：金子雅和） - 金平 役[26]
- 初めての女（2024年6月22日公開、監督：小平哲兵） - 主演・瀧井孝作 役[27]

### テレビドラマ
- 昼のセント酒 第7話（2016年5月22日、テレビ東京） - 若い男性 役[28]
- お茶にごす。 第7話、第8話、第12話（2021年11月19日・26日・12月24日、テレビ東京） - 桂木 役[29]

### ウェブドラマ
- 野武士のグルメ 第5話（2017年3月17日、Netflix）[30]
- カメラを止めるな! スピンオフ ハリウッド大作戦!（2019年3月2日、AbemaTV） - 運送屋 役
- 夫のちんぽが入らない（2019年3月20日、FOD・Netflix）[4]

### テレビ番組
- あしたのSHOW 第108回・第109回（2019年10月22日・29日、TOKYO MX）[11]

### 舞台
- ワタナベエンターテイメントカレッジ2014年度一年速成専攻 第11期生卒業公演「プール・サイド・ストーリー」（2015年3月4日・5日、南大塚ホール）[注 1][1]
- X・Company 第弐回公演「笑みもなく地蔵は其れをながめつつ」（2015年8月2日、吉祥寺櫂スタジオ）[31]
- Yプロジェクトプロデュース/こぐれ塾公演Vol.4「広島に原爆を落とす日」（2016年1月28日 - 31日、東京芸術劇場 シアターウエスト）[32]
- 劇団50% 第2%公演「夢人党」（2016年3月15日・16日、OFF・OFFシアター）[33]

### CM
- マクドナルド 勝利と力強さを!!オリンピック「必勝バーガー シズル篇」（2016年）
- マクドナルド なぜビーフ&パイナップル?!オリンピック「必勝バーガー シズル篇」（2016年）
- ヤマダ電機「Everyphone」（2016年）
- 朝日新聞2020PR動画「伝えよう。つなげよう。」赤いバトン篇（2017年）
- 国民年金基金連合会「iDeCo」（2017年）
- アクエリアス「渇き」編 Coke ON限定 ロング.ver（2017年）
- JCB×Apple Pay「手がいっぱい」篇（2017年）
- 月島倉庫「Day倉庫」（2017年）
- マクドナルド「ベーコンポテトパイセン パイセン篇」（2019年）
- エリエール「ピュアナ」（2019年)
- にこスマ「にこスマさん(360度)編」（2021年）

### PV
- MASSAN × BASHIRY「Close My Eyes」（2016年）
- 雨のパレード「morning」（2021年）[34]
- Payao「金木犀」（2021年）

## 作品

### 短編映画
- Drum boy（2017年） - 監督・脚本・主演[35][36]
- still dark（2019年） - 監督・脚本・主演（ユウキ 役）[37]